# Seznam klubů v nejvyšších fotbalových soutěžích zemí CAF
Toto je seznam klubů, které hrají v nejvyšších fotbalových soutěžích zemí, které patří k CAF. Patří sem všechny státy z afrického kontinentu. Réunion není členem CAF.

## Alžírsko
- Alžírské fotbalové kluby
- Fotbalová asociace: Fédération Algérienne de Football
- Nejvyšší soutěž: Ligue Nationale de Football

Sezóna 2006/2007:
| Klub                  | Město              |
| --------------------- | ------------------ |
| MC Alger              | Alžír              |
| USM Alger             | Alžír              |
| MC Saida              | Saida              |
| JSM Béjaïa            | Béjaïa             |
| CR Belouizdad         | Alžír              |
| USM Blida             | Blida              |
| CA Bordj Bou Arreridj | Bordj Bou Arreridj |
| ASO Chlef             | Chlef              |
| NA Hussein Dey        | Alžír              |
| JS Kabylie            | Tizi-Ouzou         |
| ASM Oran              | Oran               |
| MC Oran               | Oran               |
| AS Khroub             | Khroub             |
| OMR El Annasser       | Alžír              |
| Es Sétif              | Sétif              |
| WA Tlemcen            | Tlemcen            |

## Angola
- Angolské fotbalové kluby
- Fotbalová asociace: Federação Angolana de Futebol
- Nejvyšší soutěž: Girabola

Sezóna 2006:
| Klub                  | Město    |
| --------------------- | -------- |
| Atlético Namibe       | Namibe   |
| Atlético Luanda       | Luanda   |
| AS Aviação            | Luanda   |
| CD Huíla              | Huíla    |
| CD Primeiro de Agosto | Luanda   |
| EC Primeiro de Maio   | Benguela |
| FC Onze Bravos        | Maqui    |
| Inter Luanda          | Luanda   |
| Sagrada Esperança     | Dundo    |
| Progresso AS          | Luanda   |
| Santos FC Angola      | Viana    |
| Sporting Cabinda      | Cabinda  |
| Benfica Luanda        | Luanda   |
| Benfica Lubango       | Lubango  |

## Benin
- Beninské fotbalové kluby
- Fotbalová asociace: Fédération Béninoise de Football
- Nejvyšší soutěž: Benin Premier League

Sezóna 2005/2006:
| Klub                                | Město      |
| ----------------------------------- | ---------- |
| AS Dragons FC                       | Porto-Novo |
| Energie Sbee FC                     | Cotonou    |
| JS Pobè FC                          | Pobè       |
| Université FC                       | Cotonou    |
| Dynamo Unacob FC                    | Malanville |
| Mambas Noirs FC                     | Cotonou    |
| Requins de l'Atlantique FC          | Cotonou    |
| Tonnerre d'Abomey FC                | Bohicon    |
| Soleil FC                           |            |
| Panthères FC                        | Djougou    |
| Buffles du Borgou FC                | Parakou    |
| Espoir FC                           |            |
| Avrankou Omnisport FC               |            |
| Jeunesse Athlétique de Missérété FC |            |
| Cheminots de l'Ocbn FC              | Cotonou    |
| Postel Sport FC                     | Cotonou    |

## Botswana
- Botswanské fotbalové kluby
- Fotbalová asociace: Botswana Football Association
- Nejvyšší soutěž: Mascom Premier League

Sezóna 2006/2007:
| Klub                        | Město        |
| --------------------------- | ------------ |
| Botswana Defence Force XI   | Gaborone     |
| Botswana Meat Commission FC | Lobatse      |
| Centre Chiefs               | Mochudi      |
| ECCO City Green             | Francistown  |
| FC Satmos                   | Selibe-Pikwe |
| Gaborone United             | Gaborone     |
| Jwaneng Comets FC           | Jwaneng      |
| Lobtrans Gunners            | Lobatse      |
| Nico United                 | Selibe-Pikwe |
| Notwane FC                  | Gaborone     |
| Police XI                   | Otse         |
| Prisons XI                  | Gaborone     |
| TAFIC FC                    | Francistown  |
| TASC FC                     | Francistown  |
| Township Rollers            | Gaborone     |
| Uniao Flamengo Santos       | Gaborone     |

## Burkina Faso
- Fotbalové kluby Burkiny Faso
- Fotbalová asociace: Fédération Burkinabé de Foot-Ball
- Nejvyšší soutěž: Burkinabé Premier League

Sezóna 2005/2006:
| Klub                          | Město          |
| ----------------------------- | -------------- |
| ASEC Koudougou                | Koudougou      |
| ASF Bobo-Dioulasso            | Bobo-Dioulasso |
| ASFA Yennenga                 | Ouagadougou    |
| AS Somabel                    | Ouagadougou    |
| CF Ouagadougou                | Ouagadougou    |
| Étoile Filante de Ouagadougou | Ouagadougou    |
| Jeunesse Bobo-Dioulasso       | Bobo-Dioulasso |
| Racing Club Bobo-Dioulasso    | Bobo-Dioulasso |
| Rail Club Kadiogo             | Kadiogo        |
| Santos FC                     | Ouagadougou    |
| US Comoé                      | Banfora        |
| US Ouagadougou                | Ouagadougou    |
| USFA Ouagadougou              | Ouagadougou    |
| US FRAN Ouagadougou           | Ouagadougou    |

## Burundi
- Burundské fotbalové kluby
- Fotbalová asociace: Fédération de Football du Burundi
- Nejvyšší soutěž: Amstel League

Sezóna 2006:
| Klub             | Město     |
| ---------------- | --------- |
| Brother's Men    |           |
| Freedom de Ngozi |           |
| InterStar        | Bujumbura |
| Prince Louis FC  | Bujumbura |
| Vital'O          | Bujumbura |
| Zébres de Gitega | Gitega    |

## Čad
- Čadské fotbalové kluby
- Fotbalová asociace: Fédération Tchadienne de Football
- Nejvyšší soutěž: Chad Premier League

Sezóna 2003/2004:
| Klub               | Město    |
| ------------------ | -------- |
| ASCOT              | N'Jamena |
| CSTK               |          |
| AS Douth           |          |
| Espérance de Walia |          |
| Garde Républicaine |          |
| Gazelle FC         | N'Jamena |
| AS Mairie          |          |
| Postel 2000        | N'Jamena |
| Renaissance FC     | N'Jamena |
| Tourbillon FC      | N'Jamena |

## Demokratická republika Kongo
- Fotbalové kluby Demokratické rapubliky Kongo
- Fotbalová asociace: Fédération Congolaise de Football-Association
- Nejvyšší soutěž: Linafoot

Sezóna 2006/2007:
| Klub                 | Město      |
| -------------------- | ---------- |
| DC Motema Pembe      | Kinshasa   |
| AS Vita Club         | Kinshasa   |
| TP Mazembe           | Lubumbashi |
| FC Saint-Eloi Lupopo | Lubumbashi |
| OC Mbongo Sport      | Mbuji-Mayi |
| FC Tshinkunku        | Kananga    |
| SC Cilu              | Lukala     |
| CS Imana             | Matadi     |
| AS Nika              | Kisangani  |
| DC Virunga           | Goma       |
| AS Kabasha           | Goma       |
| OC Bukavu Dawa       | Bukavu     |
| FC Makila Mabe       | Kikwit     |
| AS New Soger         | Lubumbashi |
| AS Mabela a Bana     |            |
| AS Saint-Luc         | Kananga    |
| Singa Mwambe         |            |
| OC Muungano          | Bukavu     |
| AS Maniema Union     |            |
| TP Molunge           | Mbandaka   |

## Džibutsko
- Džibutské fotbalové kluby
- Fotbalová asociace: Fédération Djiboutienne de Football
- Nejvyšší soutěž: Djibouti Premier League

Sezóna 2006/2007:
| Klub               | Město      |
| ------------------ | ---------- |
| ASS d’Ali-Sabieh   | Ali-Sabieh |
| CDE Colas          | Džibuti    |
| Etablissement Abdi | Džibuti    |
| FNP                |            |
| Gendarmerie        | Džibuti    |
| AS Port            | Džibuti    |
| Sheraton Hôtel     | Džibuti    |
| FC SI Djibouti     | Džibuti    |
| Tadjourah          | Tadjourah  |
| Total              | Džibuti    |

## Egypt
- Egyptské fotbalové kluby
- Fotbalová asociace: Egyptian Football Association
- Nejvyšší soutěž: Vodafone Premiership

Sezóna 2006/2007:
| Klub                                               | Město               |
| -------------------------------------------------- | ------------------- |
| Al-Ahly SC                                         | Káhira              |
| Tala'ea El-Jaish                                   | Káhira              |
| Al Masry                                           | Port Said           |
| Tersana SC                                         | Káhira              |
| Zamalek SC                                         | Gíza                |
| Assiout Petroleum                                  | Assiout             |
| Engineering for the Petrolium & Process Industries | Káhira              |
| Ghazl Al-Mehalla                                   | El-Mahalla El-Kubra |
| Ismaily SC                                         | Ismailia            |
| Al-Ittihad Al-Iskandary                            | Alexandria          |
| Al-Moqaouloun al-Arab                              | Nasr City           |
| Al-Olympi                                          | Alexandria          |
| Petrojet                                           |                     |
| Sawahel                                            | Alexandria          |
| Suez Cement                                        | Suez                |
| Tanta SC                                           | Tanta               |

## Eritrea
- Eritrejské fotbalové kluby
- Fotbalová asociace: Eritrean National Football Federation
- Nejvyšší soutěž: Eritrean Premier League

Sezóna 2006/2007:
| Klub           | Město  |
| -------------- | ------ |
| Adulis Club    | Asmara |
| Al-Tahrir      | Asmara |
| Asmara Brewery | Asmara |
| Denden         |        |
| Edaga Hamus    |        |
| Medlaw Megbi   | Asmara |
| Red Sea FC     | Asmara |
| Tesfa FC       |        |

## Etiopie
- Etiopijské fotbalové kluby
- Fotbalová asociace: Ethiopian Football Federation
- Nejvyšší soutěž: Eritrean Premier League

Sezóna 2006/2007:
| Klub                   | Město       |
| ---------------------- | ----------- |
| Adama City             | Adama       |
| Air Force              | Debre Zeit  |
| Awassa City            | Awassa      |
| Banks SC               | Addis Abeba |
| Defence                | Addis Abeba |
| EEPCO                  | Addis Abeba |
| Ethiopian Coffee       | Addis Abeba |
| Ethiopian Insurance    | Addis Abeba |
| Harrar Beer Botling FC | Harari      |
| Metehara Sugar         | Metehara    |
| Muger Cement           | Oromiya     |
| Nyala                  | Addis Abeba |
| Saint-George SA        | Addis Abeba |
| Shashemene City        | Addis Abeba |
| Tikur Abay FC          | Addis Abeba |
| Trans Ethiopia         | Tigray      |

## Gabon
- Gabonské fotbalové kluby
- Fotbalová asociace: Fédération Gabonaise de Football
- Nejvyšší soutěž: Gabon Championnat National D1

Sezóna 2006/2007:
| Klub                            | Město       |
| ------------------------------- | ----------- |
| AS Mangasport                   | Moanda      |
| AS Mitzic                       |             |
| AS Stade Mandji                 | Port-Gentil |
| Cercle Mbéri Sportif            |             |
| Delta Téléstar Gabon Télécom FC |             |
| FC 105 Libreville               | Libreville  |
| Franceville FC                  | Franceville |
| Missiles FC                     |             |
| Sogéa FC                        | Sogéa       |
| US Bitam                        | Bitam       |
| US O'Mbilia Nzami               | Libreville  |
| US Oyem                         | Oyem        |
| Wongosport                      |             |

## Gambie
- Gambijské fotbalové kluby
- Fotbalová asociace: Gambia Football Association
- Nejvyšší soutěž: GFA League First Division

Sezóna 2006/2007:
| Klub                      | Město           |
| ------------------------- | --------------- |
| Armed Forces FC           | Banjul          |
| Bakau United FC           | Bakau           |
| Banjul Hawks FC           | Banjul          |
| Cherno Samba Academy FC   | Kanifing        |
| Gambia Ports Authority FC | Banjul          |
| GAMTEL FC                 |                 |
| Interior FC               | Serrekunda West |
| Real de Banjul FC         | Banjul          |
| Steve Biko FC             | Bakau           |
| Wallidan FC               | Banjul          |

## Ghana
- Ghanské fotbalové kluby
- Fotbalová asociace: Ghana Football Association
- Nejvyšší soutěž: OneTouch Premier League

Sezóna 2006/2007:
| Klub                     | Město       |
| ------------------------ | ----------- |
| Asante Kotoko            | Kumasi      |
| Accra Hearts of Oak SC   | Accra       |
| Ashanti Gold SC          | Obuasi      |
| Heart of Lions           | Kpandu      |
| Liberty Professionals FC | Accra       |
| Great Olympics           | Accra       |
| Berekum Arsenal          | Berekum     |
| Real Sportive            | Tema        |
| Gamba All Blacks         | Swedru      |
| Sekondi Hasaacas FC      | Sekondi     |
| Tema Youth               | Tema        |
| Bofoakwa Tano            | Sunyani     |
| King Faisal Babes        | Kumasi      |
| Feyenoord Academy        | Goma Fetteh |
| Real Tamale United       | Tamale      |
| Power FC                 | Koforidua   |

## Guinea
- Guinejské fotbalové kluby
- Fotbalová asociace: Fédération Guinéenne de Football
- Nejvyšší soutěž: Guinée Championnat National

Sezóna 2006/2007:
| Klub                    | Město    |
| ----------------------- | -------- |
| ASFAG                   | Conakry  |
| AS Ashanti Golden Boys  | Siguiri  |
| AS Mineurs de Sangarédi | Boké     |
| AS Kaloum Star          | Conakry  |
| Athlético de Coléah     | Conakry  |
| Baraka SSG              | Conakry  |
| CI Kamsar               | Kamsar   |
| CO Kankandé             | Boké     |
| Etoile de Guinée        | Conakry  |
| Fello Star              | Labé     |
| Friguiabé FC            | Kindia   |
| Gangan FC               | Kindia   |
| Hafia FC                | Conakry  |
| Horoya AC               | Conakry  |
| Milo FC                 | Kankan   |
| Satellite FC            | Conakry  |
| Sifo FC                 | Dabola   |
| Simandou FC             | Beyla    |
| Soumba FC               | Doubréka |
| UC Kankan               | Kankan   |

## Guinea-Bissau
- Fotbalové kluby Guinea-Bissau
- Fotbalová asociace: Fédération Guinéenne de Football
- Nejvyšší soutěž: Campeonato Nacional de Guiné-Bissau

Sezóna 2006/2007:
| Klub                   | Město      |
| ---------------------- | ---------- |
| EN Bissau              | Bissau     |
| SC Bissau              | Bissau     |
| UDI Bissau             | Bissau     |
| AC Bissoră             | Bissoră    |
| EN Bolama              | Bolama     |
| Bula FC                | Bula       |
| FC Cantchungo          | Cantchungo |
| Desportivo Gabú        | Gabú       |
| ADR Desportivo Mansabá | Mansabá    |
| Flamengo FC            | Bissau     |
| Mavegro FC             | Mavegro    |
| CF "Os Balantas"       | Mansôa     |

## Jihoafrická republika
- Fotbalové kluby Jihoafrické republiky
- Fotbalová asociace: South African Football Association
- Nejvyšší soutěž: Castle Premiership

Sezóna 2006/2007:
| Klub                  | Město            |
| --------------------- | ---------------- |
| Ajax Cape Town        | Kapské Město     |
| AmaZulu FC            | Durban           |
| Benoni Premier United | Daveyton         |
| Wits University FC    | Johannesburg     |
| Black Leopards        | Thohoyandou      |
| Bloemfontein Celtic   | Bloemfontein     |
| Golden Arrows         | Durban           |
| Jomo Cosmos           | Johannesburg     |
| Kaizer Chiefs         | Johannesburg     |
| Mamelodi Sundowns     | Pretoria         |
| Maritzburg United     | Pietermaritzburg |
| Moroka Swallows       | Johannesburg     |
| Orlando Pirates       | Johannesburg     |
| Santos                | Kapské Město     |
| Silver Stars          | Rustenburg       |
| Supersport United     | Pretoria         |

## Kamerun
- Kamerunské fotbalové kluby
- Fotbalová asociace: Fédération Camerounaise de Football
- Nejvyšší soutěž: Cameroon Premiere Division

Sezóna 2006:
| Klub                | Město      |
| ------------------- | ---------- |
| Aigle Royal Menoua  | Dschang    |
| FS d'Akonolinga     | Akonolinga |
| Fovu Baham          | Baham      |
| Bamboutos FC        | Mbouda     |
| Canon Yaoundé       | Yaoundé    |
| Cotonsport FC       | Garoua     |
| US Douala           | Douala     |
| Espérance FC        | Guider     |
| Impôts FC           | Yaoundé    |
| Kadji Sport Academy | Douala     |
| Les Astres FC       | Douala     |
| Mount Cameroon FC   | Buéa       |
| Fédéral SC Noun     | Foumban    |
| Racing FC Bafoussam | Bafoussam  |
| Sable FC            | Batié      |
| Sahel FC            | Maroua     |

## Kapverdy
- Kapverdské fotbalové kluby
- Fotbalová asociace: Federação Caboverdiana de Futebol
- Nejvyšší soutěž: Cape Verde Islands Campeonato Nacional

Sezóna 2006/2007:
| Klub           | Město            |
| -------------- | ---------------- |
| Vulcânicos FC  | São Filipe       |
| Académica Fogo | Mindelo          |
| Botafogo FC    | São Filipe       |
| Juventude      | Palmeira         |
| Cutelinho FC   |                  |
| Spartak        |                  |
| Uniăo          |                  |
| Nô Pintcha     | Vila Nova Sintra |
| ABC de Patim   |                  |
| Desportivo     |                  |

## Keňa
- Keňské fotbalové kluby
- Fotbalová asociace: Kenya Football Federation
- Nejvyšší soutěž: Kenyan Premier League

Sezóna 2006/2007:
| Klub                  | Město    |
| --------------------- | -------- |
| Agro-Chemical         | Nyando   |
| Coast Stars}          | Mombasa  |
| Gor Mahia             | Nairobi  |
| Homegrown             |          |
| Chemelil Sugar FC     | Nyando   |
| Kangemi United        |          |
| Kenya Commercial Bank | Nairobi  |
| Mahakama              |          |
| Mathare United        | Nairobi  |
| Mathare Youth         | Nairobi  |
| Mumias Sugar FC       | Mumias   |
| Red Berets FC         | Nairobi  |
| Sher Agencies FC      | Naivasha |
| SoNy Sugar            | Awendo   |
| Thika United          | Thika    |
| Tusker FC             | Nairobi  |
| Ulinzi Stars          | Thika    |
| World Hope FC         | Nairobi  |

## Komory
- Komorské fotbalové kluby
- Fotbalová asociace: Fédération Comorienne de Football
- Nejvyšší soutěž: Comoros Premier League

Sezóna 2006/2007:
| Klub           | Město     |
| -------------- | --------- |
| Elan Club      | Mitsoudjé |
| Foumbouni Club | Foumbouni |
| Gombessa Sport | Mutsamudu |
| Chirazienne    | Domoni    |

## Kongo
- Konžské fotbalové kluby
- Fotbalová asociace: Fédération Congolaise de Football
- Nejvyšší soutěž: Congo Premier League

Sezóna 2006:
| Klub                     | Město        |
| ------------------------ | ------------ |
| AS Cheminots             | Pointe-Noire |
| AS Kondzo                | Pointe-Noire |
| AS Police                | Brazzaville  |
| AS Police                | Pointe-Noire |
| FC Abeilles              | Pointe-Noire |
| JS Bougainvillées        | Pointe-Noire |
| CARA Brazzaville         | Brazzaville  |
| Club 57                  | Brazzaville  |
| Diables Noirs            | Brazzaville  |
| Etoile du Congo          | Brazzaville  |
| Inter Club               | Brazzaville  |
| Kotoko de Mfoa           | Brazzaville  |
| CS La Mancha             | Pointe-Noire |
| Munisport                | Pointe-Noire |
| CS Patronage Sainte-Anne | Pointe-Noire |
| Pigeon Vert              | Pointe-Noire |
| Saint Michel d'Ouenzé    | Brazzaville  |
| JS Talangaï              | Brazzaville  |
| Tout-Puissant Zala       | Brazzaville  |
| Vita Club Mokanda        | Pointe-Noire |

## Lesotho
- Lesothské fotbalové kluby
- Fotbalová asociace: Lesotho Football Association
- Nejvyšší soutěž: Lesotho Premier League

Sezóna 2006/2007:
| Klub                  | Město        |
| --------------------- | ------------ |
| LCS                   | Maseru       |
| Matlama FC            | Maseru       |
| LDF                   | Maseru       |
| Linare FC             | Leribe       |
| LMPS                  | Mafeteng     |
| Likhopo               | Maseru       |
| Maseru Rovers         | Maseru       |
| Lerotholi Polytechnic | Maseru       |
| Majantja FC           | Outhing      |
| Mphatlalatsane        | Maseru       |
| LMPS                  | Maseru       |
| Arsenal               | Maseru       |
| Mazenod Swallows      | Maseru       |
| Butha Buthe Warriors  | Butha Buthe  |
| Lioli FC              | Teyateyaneng |
| Joy                   | Maseru       |

## Libérie
- Liberijské fotbalové kluby
- Fotbalová asociace: Liberia Football Association
- Nejvyšší soutěž: Liberian Premier League

Sezóna 2006:
| Klub                    | Město       |
| ----------------------- | ----------- |
| LPRC Oilers             | Monrovia    |
| NPA-Anchors             | Monrovia    |
| Roots FC                | Monrovia    |
| Mighty Barrolle         | Monrovia    |
| Monrovia Club Breweries | Brewerville |
| LISCR FC                | Monrovia    |
| Mark Professionals      | Monrovia    |
| Monrovia Black Star FC  | Monrovia    |
| Watanga FC              |             |

## Libye
- Libyjské fotbalové kluby
- Fotbalová asociace: Libyan Football Federation
- Nejvyšší soutěž: Libyan Premier League

Sezóna 2006:
| Klub         | Město    |
| ------------ | -------- |
| al-Ahli      | Tripolis |
| al-Charara   | Charara  |
| al-Dahra     | Tripolis |
| al-Hilal     | Bengazi  |
| al-Ittihad   | Tripolis |
| al-Medina    | Tripolis |
| al-Mustaqbal | Tripolis |
| al-Tahaddy   | Bengazi  |
| Rafik Sorman | Sorman   |

## Madagaskar
- Madagaskarské fotbalové kluby
- Fotbalová asociace: Fédération Malagasy de Football
- Nejvyšší soutěž: Malagasy Premier League

Sezóna 2006:
| Klub                   | Město          |
| ---------------------- | -------------- |
| Ascum Mahajanga        | Mahajanga      |
| AS Fortior Toamasina   | Toamasina      |
| Ajesaia                | Antananarivo   |
| Espoir Ambovombe       | Ambovombe      |
| USCA Foot              | Antananarivo   |
| MTM Maintirano         | Maintirano     |
| Bazarico Cosrom21      | Antananarivo   |
| FC Boeny Mahajanga     | Mahajanga      |
| Fanilo Japan Actuels   | Antananarivo   |
| FC Jirama Fianarantsoa | Fianarantsoa   |
| COSPN                  | Antananarivo   |
| 3FB Ambatondrazaka     | Ambatondrazaka |
| AS ADEMA               | Antananarivo   |
| Académie Ny Antsika    | Antananarivo   |
| FC Fort Dauphin        | Fort Dauphin   |
| FC Jirama Sava         | Antsiranana    |

## Malawi
- Malawiské fotbalové kluby
- Fotbalová asociace: Football Association of Malawi
- Nejvyšší soutěž: Malawi Premiere Division

Sezóna 2006:
| Klub                         | Město       |
| ---------------------------- | ----------- |
| ADMARC Tigers                | Blantyre    |
| Big Bullets                  | Blantyre    |
| Blue Eagles FC               | Lilongwe    |
| CIVO United                  | Lilongwe    |
| Cobbe Barracks               | Zomba       |
| Dwanwa United FC             | Nkhota Kota |
| MTL Wanderers                | Blantyre    |
| Moyale barracks              | Mzuzu       |
| Mzuzu Central Hospital Stars | Mzuzu       |
| Nchalo United                | Nchalo      |
| Red Lions                    | Zomba       |
| Sammy's United               | Blantyre    |
| Silver Strikers              | Lilongwe    |
| Super ESCOM                  | Blantyre    |

## Mali
- Malijské fotbalové kluby
- Fotbalová asociace: Fédération Malienne de Football
- Nejvyšší soutěž: Malienne Premiere Division

Sezóna 2005/2006:
| Klub                       | Město     |
| -------------------------- | --------- |
| AS Bakaridjan de Barouéli  | Barouéli  |
| AS Bamako                  | Bamako    |
| AS Biton                   | Ségou     |
| AS Commune II              | Bamako    |
| AS Nianan                  | Koulikoro |
| AS Réal Bamako             | Bamako    |
| AS Sigui                   | Kayès     |
| AS Tata National           | Sikasso   |
| Centre Salif Keita         | Bamako    |
| Cercle Olympique de Bamako | Bamako    |
| Djoliba AC                 | Bamako    |
| Stade Malien               | Bamako    |
| Stade Malien de Sikasso    | Sikasso   |
| USFAS                      | Bamako    |

## Mauricius
- Mauricijské fotbalové kluby
- Fotbalová asociace: Mauritius Football Association
- Nejvyšší soutěž: Mauritian League

Sezóna 2006/2007:
| Klub                        | Město             |
| --------------------------- | ----------------- |
| Curepipe Starlight SC       | Curepipe          |
| AS Port-Louis 2000          | Belle Vue         |
| Pamplemousses SC            | Belle Vue         |
| Pointe-aux-Sables Mates     | Pointe-aux-Sables |
| AS de Vacoas-Phoenix        | Curepipe          |
| US Beau-Bassin/Rose Hill    | Beau-Bassin       |
| Savanne SC                  | Souillac          |
| AS Rivière du Rempart       | Mapou             |
| Olympique de Moka           | Moka              |
| Faucon Flacq SC             | Flacq             |
| Petite Rivière Noire SC     | Tamarin           |
| Grand Port United Mahébourg | Mahébourg         |

## Mauritánie
- Mauritánijské fotbalové kluby
- Fotbalová asociace: Fédération de Foot-Ball de la République Islamique de Mauritanie
- Nejvyšší soutěž: Mauritanean Premier League

Sezóna 2006/2007:
| Klub                       | Město      |
| -------------------------- | ---------- |
| ASC SNIM FC                | Nouadhibou |
| ASC Armée                  | Nouakchott |
| ASC Concorde               | Nouakchott |
| ASC El Ahmedi FC de Sebkha | Nouakchott |
| ASC Entente FC de Sebkha   | Nouakchott |
| ASC Garde Nationale        | Nouakchott |
| ASC Ksar                   | Nouakchott |
| ASC Mauritel Mobile FC     | Nouakchott |
| ASC Police                 | Nouakchott |
| ASM Santé de la Mère DEDEM | Nouakchott |
| ASC Nasr de Sebkha         | Nouakchott |
| FC Trarza                  | Rosso      |

## Mosambik
- Mosambické fotbalové kluby
- Fotbalová asociace: Federação Moçambicana de Futebol
- Nejvyšší soutěž: Campeonato Moçambicano de Futebol (Moçambola)

Sezóna 2006:
| Klub                          | Město     |
| ----------------------------- | --------- |
| Académica de Maputo           | Maputo    |
| Chingale de Tete              | Tete      |
| CD Costa do Sol               | Maputo    |
| CD Maxaquene                  | Maputo    |
| CF Beira                      | Beira     |
| CF Maputo                     | Maputo    |
| CF Nampula                    | Nampula   |
| GD Têxtil do Punguè           | Beira     |
| GD Maputo                     | Maputo    |
| GD Estrela Vermelha de Maputo | Maputo    |
| SC Nampula                    | Nampula   |
| Benfica Quelimane             | Quelimane |

## Namibie
- Namibijské fotbalové kluby
- Fotbalová asociace: Namibia Football Association
- Nejvyšší soutěž: Namibia Premier League

Sezóna 2006/2007:
| Klub                 | Město      |
| -------------------- | ---------- |
| Ramblers             | Windhoek   |
| Black Africa         | Windhoek   |
| Civics FC            | Windhoek   |
| SK Windhoek          | Windhoek   |
| Orlando Pirates      | Windhoek   |
| United Africa Tigers | Windhoek   |
| Blue Waters          | Walvis Bay |
| Golden Bees          | Outjo      |
| African Stars        | Windhoek   |
| Friends Rehoboth     | Rehoboth   |
| Oshakati City F.C.   | Oshakati   |
| Eleven Arrows        | Walvis Bay |

## Niger
- Nigerské fotbalové kluby
- Fotbalová asociace: Fédération Nigerienne de Football
- Nejvyšší soutěž: Niger Premier League

Sezóna 2006/2007:
| Klub                    | Město     |
| ----------------------- | --------- |
| Akokana FC d'Arlit      | Agadez    |
| AS Douane               | Niamey    |
| AS Police               | Niamey    |
| ASAF Zinder             | Zinder    |
| ASFAN                   | Niamey    |
| ASFNIS                  | Niamey    |
| Danbaskoré FC           | Maradi    |
| Entente FC              | Dosso     |
| Espoir FC               | Zinder    |
| Jangorzo FC             | Maradi    |
| Malbaza FC              |           |
| Olympic FC              | Niamey    |
| Sahel SC                | Niamey    |
| Urana FC d'Arlit        | Agadez    |
| US Gendamerie Nationale | Tillabéri |
| Zumunta AC              | Niamey    |

## Nigérie
- Nigerijské fotbalové kluby
- Fotbalová asociace: Nigeria Football Association
- Nejvyšší soutěž: Nigerian Premier League

Sezóna 2007:
| Klub                           | Město         |
| ------------------------------ | ------------- |
| Adamawa United FC              | Adamawa       |
| Akwa United FC                 | Akwa          |
| Bayelsa United FC              | Yenagoa       |
| Bendel Insurance FC            | Benin City    |
| Dolphin FC                     | Port Harcourt |
| El-Kanemi Warriors FC          | Maiduguri     |
| Enugu Rangers International FC | Enugu         |
| Enyimba FC                     | Aba           |
| Gombe United FC                | Gombe         |
| Heartland FC                   | Owerri        |
| Kaduna United FC               | Kaduna        |
| Kano Pillars FC                | Kano          |
| Kwara United FC                | Ilorin        |
| Lobi Stars FC                  | Makurdi       |
| Nasarawa United FC             | Lafia         |
| Niger Tornadoes FC             | Minna         |
| Ocean Boys FC                  | Lagos         |
| Prime FC                       | Ogbomosho     |
| Wikki Tourists FC              | Bauchi        |
| Zamfara United FC FC           | Gusau         |

## Pobřeží slonoviny
- Fotbalové kluby Pobřeží slonoviny
- Fotbalová asociace: Fédération Ivoirienne de Football
- Nejvyšší soutěž: Côte d'Ivoire Premier Division

Sezóna 2006:
| Klub                      | Město       |
| ------------------------- | ----------- |
| Africa Sports National    | Abidjan     |
| ASEC Mimosas              | Abidjan     |
| Denguelé Sports d'Odienné | Odienné     |
| ES Bingerville            | Bingerville |
| EFYM                      | Akouédo     |
| AS Issia Wazi             | Issia Wazi  |
| Jeunesse Club d'Abidjan   | Abidjan     |
| Lakota FC                 |             |
| Réveil Club de Daloa      | Daloa       |
| Sabé Sports de Bouna      | Bouna       |
| Séwé Sports de San Pedro  | San Pedro   |
| SC Gagnoa                 | Gagnoa      |
| Stade d'Abidjan           | Abidjan     |
| Stella Club d'Adjamé      | Abidjan     |

## Réunion
- Réunionské fotbalové kluby
- Fotbalová asociace: Fédération Réunionne de Football
- Nejvyšší soutěž: Réunion Premier League

Sezóna 2006:
| Klub                 | Město         |
| -------------------- | ------------- |
| AS Marsouins         | Saint-Leu     |
| JS Cressonière       | Saint-André   |
| JS Saint-Pierroise   | Saint-Pierre  |
| Saint-Denis FC       | Saint-Denis   |
| SS Capricorne        | Saint-Pierre  |
| SS Excelsior         | Saint-Joseph  |
| SS Gauloise          | Saint-Benoît  |
| SS Jeanne d'Arc      | Le Port       |
| SS Rivière Sport     | Saint-Louis   |
| SS Saint-Louisienne  | Saint-Louis   |
| SS Sainte-Pauloise   | Saint-Paul    |
| US Bénédictine       | Saint-Benoît  |
| US Possession        | La Possession |
| US Stade Tamponnaise | Le Tampon     |

## Rovníková Guinea
- Fotbalové kluby Rovníkové Guineje
- Fotbalová asociace: Federación Ecuatoguineana de Fútbol
- Nejvyšší soutěž: Equatoguinean Premier League

Sezóna 2005:
| Klub               | Město     |
| ------------------ | --------- |
| Atlético Malabo    | Malabo    |
| CD Sony Elá Nguema | Malabo    |
| Deportivo Mongomo  | Mongomo   |
| Dragons FC         | Bata      |
| Estrella de Ańisok |           |
| FC Akonangui       | Akonangui |
| Renacimiento FC    | Malabo    |
| The Panther FC     | Malabo    |
| Union Vesper       | Vesper    |

## Rwanda
- Rwandské fotbalové kluby
- Fotbalová asociace: Fédération Rwandaise de Football Association
- Nejvyšší soutěž: Rwandan Premier League

Sezóna 2006/2007:
| Klub                    | Město     |
| ----------------------- | --------- |
| APR FC                  | Kigali    |
| AS Kigali               | Kigali    |
| ATRACO FC               | Kigali    |
| Espoir FC               | Cyangugu  |
| Kibuye FC               | Kibuye    |
| KIST FC                 | Kigali    |
| La Jeunesse FC          | Kigali    |
| Marines FC              | Gisenyi   |
| Mukura Victory Sport FC | Butare    |
| Police FC               | Kibungo   |
| Rayon Sports FC         | Kigali    |
| SC Kiyovu Sport         | Kigali    |
| Umuryabo FC             | Rwamagana |
| Zèbres F.C.             | Kigali    |

## Senegal
- Senegalské fotbalové kluby
- Fotbalová asociace: Fédération Sénégalaise de Football
- Nejvyšší soutěž: Senegal Premier League

Sezóna 2005/2006:
| Klub                    | Město        |
| ----------------------- | ------------ |
| Casa Sports             | Ziguinchor   |
| CSS Richard-Toll        | Richard Toll |
| ASC Diaraf              | Dakar        |
| AS Douanes              | Dakar        |
| DUC Dakar               | Dakar        |
| Guédiawaye FC           | Guédiawaye   |
| ASC HLM                 | Dakar        |
| ASC Jeanne d'Arc        | Dakar        |
| Stade Mbour             | Mbour        |
| ASEC Ndiambour          | Louga        |
| US Ouakam               | Dakar        |
| Port Autonome           | Dakar        |
| US Rail                 | Thiès        |
| ASC Saloum              | Kaolack      |
| ASC SONACOS             | Djourbel     |
| Union Sportive de Goree | Ziguinchor   |
| ASC Xam-Xam             | Dakar        |
| ASC Yakaar              | Rufisque     |

## Seychely
- Seychelské fotbalové kluby
- Fotbalová asociace: Seychelles Football Federation
- Nejvyšší soutěž: Seychelles League

Sezóna 2006:
| Klub                       | Město         |
| -------------------------- | ------------- |
| Anse Réunion FC            | Anse Réunion  |
| La Passe FC                | La Passe      |
| Light Stars FC             | Grande Anse   |
| Northern Dynamo            | Glacis        |
| Red Star FC                | Anse-aux-Pins |
| Seychelles Marketing Board | Victoria      |
| St. Louis FC               | Victoria      |
| St. Michel United FC       | Anse-aux-Pins |
| Sunshine SC                | Victoria      |
| The Lions                  | Cascade       |

## Sierra Leone
- Fotbalové kluby Sierry Leone
- Fotbalová asociace: Sierra Leone Football Association
- Nejvyšší soutěž: Sierra Leone League

Sezóna 2006/2007:
| Klub                  | Město      |
| --------------------- | ---------- |
| Bai Bureh Warriors FC | Port Loko  |
| Bo Rangers            | Bo         |
| Diamond Stars         | Kono       |
| East End Lions        | Freetown   |
| Kallon FC             | Freetown   |
| Kamboi Eagles         | Kenema     |
| Mighty Blackpool      | Freetown   |
| Old Edwardians        | Freetown   |
| Ports Authority       | Freetown   |
| Real Republicans FC   | Freetown   |
| Wellington People FC  | Wellington |
| Wusum Stars           | Bombali    |

## Somálsko
- Somálské fotbalové kluby
- Fotbalová asociace: Somali Football Federation
- Nejvyšší soutěž: Somalia League

Sezóna 2004/2006:
| Klub             | Město    |
| ---------------- | -------- |
| Badbaado         |          |
| Banaadir Telecom | Banaadir |
| Dekedaha         |          |
| Elman FC         | Mogadišo |
| Feynuus          |          |
| SITT Daallo      |          |
| Super Shell      |          |

## Středoafrická republika
- Fotbalové kluby Středoafrické republiky
- Fotbalová asociace: Fédération Centrafricaine de Football
- Nejvyšší soutěž: Central African Republic League

Sezóna 2006:
| Klub                     | Město  |
| ------------------------ | ------ |
| Anges de Fatima          |        |
| ASCOM                    | Bangui |
| Asset Gobongo            |        |
| AS Kpéténé Star          |        |
| AS Tempęte Mocaf         | Bangui |
| Castel Foot              |        |
| DFC 8                    | Bangui |
| ES 5                     | Bangui |
| Olympique Réal de Bangui | Bangui |
| SC Bangui                | Bangui |
| Stade Centrafricain      | Bangui |
| USCA                     | Bangui |

## Súdán
- Súdánské fotbalové kluby
- Fotbalová asociace: Sudan Football Association
- Nejvyšší soutěž: Sudan Premier League

Sezóna 2006:
| Klub             | Město      |
| ---------------- | ---------- |
| Al Ahli          | Atbara     |
| Al Amal          | Atbara     |
| Al Hilal         | Búr Súdán  |
| Al Hilal         | Umm Durman |
| Al Ittihad       | Vád Medaní |
| Al Merreikh      | Umm Durman |
| Al Mirhani       | Kassala    |
| Al Mourada       | Umm Durman |
| Hai al-Arab      | Búr Súdán  |
| Jazeerat al-Feel | Al-Feel    |
| Khartoum 3       | Khartoum   |
| Nil Vád Medaní   | Vád Medaní |

## Svatý Tomáš a Princův ostrov
- Fotbalové kluby Svatého Tomáše a Princova ostrova
- Fotbalová asociace: Federação Santomense de Futebol
- Nejvyšší soutěž: São Tomé Championship

Sezóna 2006/2007:
| Klub                | Město                  |
| ------------------- | ---------------------- |
| Agrosport           |                        |
| Andorinha SC        | São Tomé               |
| Bairros Unidos FC   | Caixão Grande          |
| CD Guadalupe        | Guadalupe              |
| Desportivo Marítimo |                        |
| FC Aliança Nacional |                        |
| GD Cruz Vermelha    | Cruz Vermelha          |
| Inter FC            | Bombom                 |
| Os Dinâmicos        | Folha Fede             |
| Santana FC          | Santana                |
| Sporting Club       | Praia Cruz             |
| UDRA                | São João dos Angolares |
| UDESCAI             |                        |
| Vitória FC          | Riboque                |

## Svazijsko
- Svazijské fotbalové kluby
- Fotbalová asociace: National Football Association of Swaziland
- Nejvyšší soutěž: Swazi Premier League

Sezóna 2006/2007:
| Klub                 | Město         |
| -------------------- | ------------- |
| Eleven Men in Flight | Siteki        |
| Green Mamba          | Matsapha      |
| Hub Sundowns         | Hub           |
| Manzini Sundowns     | Manzini       |
| Manzini Wanderers    | Manzini       |
| Malanti Chiefs       | Pigg's Peak   |
| Mbabane Highlanders  | Mbabane       |
| Mbabane Swallows     | Mbabane       |
| Mhlambanyatsi Rovers | Mhlambanyatsi |
| Midas Mbabane City   | Mbabane       |
| Royal Leopards       | Simunye       |
| Young Buffaloes      | Simunye       |

## Tanzanie
- Tanzanské fotbalové kluby
- Fotbalová asociace: Tanzania Football Federation
- Nejvyšší soutěž: Tanzanian Premier League

Sezóna 2005/2006:
| Klub                | Město         |
| ------------------- | ------------- |
| Arusha FC           | Arusha        |
| Ashanti United SC   | Dar Es Salaam |
| Bandari FC          | Mtwara        |
| JKT Ruvu Stars      | Dodoma        |
| Kagera Sugar FC     | Bukoba        |
| Kahama United       | Shinyanga     |
| Moro United         | Morogoro      |
| Mtibwa Sugar FC     | Turiani       |
| Polisi Dodoma       | Dodoma        |
| Polisi Morogoro     | Morogoro      |
| Prisons FC          | Mbeya         |
| Ruvu Shooting Stars | Dodoma        |
| Simba SC            | Dar Es Salaam |
| Transit Camp FC     | Dar Es Salaam |
| Twiga Sports        | Dar Es Salaam |
| Young Africans FC   | Dar Es Salaam |

## Togo
- Fotbalové kluby Toga
- Fotbalová asociace: Fédération Togolaise de Football
- Nejvyšší soutěž: Togolese Championnat National

Sezóna 2006/2007:
| Klub                   | Město          |
| ---------------------- | -------------- |
| Abou Ossé FC           | Anié           |
| OC Agaza               | Lomé           |
| ASKO Kara              | Kara           |
| AS Douane              | Lomé           |
| Doumbé FC              | Sansanne Mango |
| Dynamic Togolais       | Lomé           |
| Etoile Filante de Lomé | Lomé           |
| US Koroki              | Tchamba        |
| Kotoko FC              | Lavié          |
| Maranatha FC           | Fiokpo         |
| US Masséda             | Masseville     |
| AC Merlan              | Lomé           |
| AC Semassi FC          | Sokodé         |
| Tchaoudjo AC           | Sokodé         |
| AS Togo-Port           | Lomé           |
| Togo Telecom FC        | Lomé           |

## Tunisko
- Tuniské fotbalové kluby
- Fotbalová asociace: Fédération Tunisienne de Football
- Nejvyšší soutěž: Championnat de Tunisie

Sezóna 2006/2007:
| Klub                        | Město         |
| --------------------------- | ------------- |
| Club Africain               | Tunis         |
| CA Bizertin                 | Bizerte       |
| Espérance Sportive de Tunis | Tunis         |
| ES Sahel                    | Súsa          |
| EGS Gafsa                   | Gafsa         |
| CS Hammam-Lif               | Hammam-Lif    |
| ES Hammam-Sousse            | Hammam-Sousse |
| EOG Kram                    | La Goulette   |
| AS La Marsa                 | La Marsa      |
| US Monastir                 | Monastir      |
| Olympique de Béjà           | Béja          |
| CS Sfaxien                  | Sfax          |
| Stade Tunisien              | Tunis         |
| ES Zarzis                   | Zarzis        |

## Uganda
- Ugandské fotbalové kluby
- Fotbalová asociace: Federation of Uganda Football Associations (FUFA)
- Nejvyšší soutěž: Ugandan Super League

Sezóna 2006/2007:
| Klub                    | Město   |
| ----------------------- | ------- |
| Boroboro Holy Hill FC   |         |
| Bunamwaya FC            | Wakiso  |
| City Lads               | Kampala |
| Express Red Eagles      | Kampala |
| Iganga Town Council     | Iganga  |
| Kampala City Council    | Kampala |
| Kanoni Mukono United FC |         |
| Kinyara Sugar Works FC  | Kinyara |
| Maji FC                 | Kampala |
| Masaka Local Council    | Masaka  |
| Masindi Town Council    | Masindi |
| Mbale Heroes            | Mbale   |
| Police Jinja            | Jinja   |
| Simba FC                | Lugazi  |
| URA SC                  | Kampala |
| Victor FC               | Kampala |
| SC Villa                | Kampala |

## Zambie
- Zambijské fotbalové kluby
- Fotbalová asociace: Football Association of Zambia
- Nejvyšší soutěž: Zambian Premier League

Sezóna 2006:
| Klub                  | Město     |
| --------------------- | --------- |
| Forest Rangers FC     | Ndola     |
| Green Buffaloes FC    | Lusaka    |
| Chambishi FC          | Chambishi |
| Kabwe Warriors FC     | Kabwe     |
| Kitwe United FC       | Kitwe     |
| Konkola Blades FC     | Konkola   |
| Lusaka Celtic FC      | Lusaka    |
| Lusaka Dynamos FC     | Lusaka    |
| Nakambala Leopards FC | Mazakuba  |
| National Assembly FC  | Lusaka    |
| Nchanga Rangers FC    | Chingola  |
| Nkwazi FC             | Lusaka    |
| Power Dynamos FC      | Kitwe     |
| Red Arrows FC         | Lusaka    |
| Zanaco FC             | Lusaka    |
| ZESCO United FC       | Ndola     |

## Zimbabwe
- Zimbabwijské fotbalové kluby
- Fotbalová asociace: Zimbabwe Football Association
- Nejvyšší soutěž: Zimbabwe Premier Soccer League

Sezóna 2006:
| Klub                | Město       |
| ------------------- | ----------- |
| Black Rhinos FC     | Harare      |
| Buymore FC          | Chitungwiza |
| CAPS United         | Harare      |
| Dynamos FC          | Harare      |
| Highlanders FC      | Bulawayo    |
| Hwange FC           | Hwange      |
| Chapungu United     | Gweru       |
| Lancashire Steel FC | Kwekwe      |
| Masvingo United     | Masvingo    |
| Monomatapa United   | Harare      |
| Motor Action FC     | Harare      |
| Mwana Africa FC     | Bindura     |
| Shabanie Mine FC    | Zvishavane  |
| Shooting Stars      | Chitungwiza |
| United Railstars FC | Bulawayo    |
| Zimbabwe Saints     | Bulawayo    |